# South African National Space Agency
South African National Space Agency (SANSA) är Sydafrikas rymdstyrelse. Den grundades 2010, och är organiserad i fyra områden: Earth Observation, Space Operations, Space Science och Space Engineering.  